# Соколов, Йордан
Йордан Георгиев Соколов (18 января 1933, София — 24 февраля 2016) — болгарский юрист и политический деятель. Председатель Народного собрания (1997—2001).

## Юрист
Родился в семье Георгия Соколова, видного болгарского юриста, деятеля Народной партии и члена апелляционного суда при монархической власти. Окончил юридический факультет Софийского университета. В 1956—1958 годах — секретарь в Государственном арбитраже. С 1958 года — адвокат в Софии, избирался членом Адвокатского совета. Знает французский и русский языки. Жена — профессор Ева Соколова, в семье двое детей.

## Начало политической деятельности
В 1990 году — член Федерации клубов за демократию, член Центральной избирательной комиссии по выборам в 7-е Великое народное собрание, председатель адвокатского Клуба за демократию, участвовал в деятельности Центрально-избирательного клуба Союза демократических сил (СДС). В 1990—1991 годах — юридический советник президента Болгарии Желю Желева. В 1991 году поддержал группу из 39 правых депутатов от СДС, отказавшихся подписать Конституцию Болгарии, принятую Великим народным собранием, в котором большинство принадлежало социалистам (бывшим коммунистам).

## Депутат и министр
В 1991 году был избран депутатом 36-го Народного собрания по списку СДС. С 8 ноября 1991 по 20 декабря 1992 года — министр внутренних дел в правительстве тогдашнего лидера СДС Филипа Димитрова. В этот период Йордан Соколов стал одной из наиболее влиятельных фигур в болгарской политике — этому способствовали обладание важной информацией, доступной главе МВД, и высокая степень его неофициального влияния на ситуацию в СДС. Совместно с министрами Иваном Костовым (будущим премьер-министром) и Светославом Лучниковым входил в ближайшее окружение премьера Димитрова (эту группу неофициально называли «Кинжалы»). В 2008 Соколов заявил, что в период пребывания на посту главы МВД его противники из числа бизнесменов, контролировавших Первый частный банк и связанных с криминальными структурами, готовили убийство министра, на организацию которого, по его информации, было выделено 3 млн левов.  (недоступная ссылка)

## Деятель оппозиции
После отставки правительства Димитрова кандидатура Соколова выдвигалась на пост премьера от СДС. Он входил в состав Национального клуба за демократию, в 1994 году был избран депутатом 37-го Народного собрания от СДС, был председателем парламентской группы СДС. В 1996 году рассматривался вопрос о выдвижении его кандидатуры на пост президента от правых сил, но он отказался в пользу Петра Стоянова, который и был избран президентом.

## Председатель парламента
В 1997 году был избран депутатом 38-го Народного собрания от СДС и стал его председателем (первый председатель парламента в постсоветской Болгарии, который провёл на этом посту весь срок, предусмотренный Конституцией — до 2001). Был одним из ближайших сторонников премьера Ивана Костова и проводимой им политики. Имел большое неформальное влияние на судебную систему и сферу безопасности — предложенные им кандидаты назначались на посты министров внутренних дел, юстиции, генерального прокурора, руководителей судов и спецслужб. В 2000—2002 годах — заместитель председателя СДС. В 2000 году патриарх Иерусалимский Диодор присвоил ему почётный титул рыцаря гроба Господня. Был также активным политическим оппонентом Петра Дертлиева.

## Вновь в оппозиции
В 2001 году был избран депутатом 39-го Народного собрания от СДС, был заместителем председателя комиссии по внутренней безопасности. Принадлежал к числу лидеров СДС, активно выступавших за то, чтобы партия оставалась в оппозиции к правительству Симеона Сакскобургготского. В 2004 был в числе депутатов, вышедших из СДС и образовавших новую депутатскую группу ОДС, а вскоре основавших новую правую партию «Демократы за сильную Болгарию» во главе с Иваном Костовым, в которой Соколов стал председателем Внутрипартийного арбитража.
В парламентских выборах 2005 года участия не принимал, отойдя от активной политической деятельности и вернувшись к юридической практике.

## Награды и звания
Награжден датским Орденом Слона, шведским орденом Серафимов, орденом «Святых Кирилла и Мефодия» (2012).